# Lista 47
Lista 47 è il primo EP della rapper italiana Anna, pubblicato il 17 giugno 2022 dalla Virgin Records.

## Tracce
1. Solo andata – 2:28 (testo: Anna Pepe, Young Miles, FinesseGTB – musica: Young Miles, FinesseGTB, ZAZU)
2. Gasolina – 2:26 (testo: Manuel José Mario Schajris, Carlos Zulisber Nilson, Anna Pepe, Drillionaire, Young Miles – musica: Drillionaire, Young Miles)
3. Advice (feat. MamboLosco) – 3:04 (testo: Andry The Hitmaker, Mambolosco, Anna Pepe – musica: Andry The Hitmaker)
4. Babe (feat. Rondodasosa) – 3:03 (testo: Anna Pepe, Rondodasosa, NKO, Young Miles – musica: NKO, Young Miles)
5. Loca – 3:06 (testo: Anna Pepe, Young Miles – musica: Young Miles)
6. Rufa (feat. Slings) – 1:43 (testo: Anna Pepe, Ibra The Boy, Prince The Goat, Young Miles – musica: Young Miles)
7. 3 di cuori (feat. Lazza) – 2:58 (testo: Anna Pepe, Lazza, Andry The Hitmaker, Young Miles, Guè, Marracash, Zef – musica: Lazza, Andry The Hitmaker, Young Miles)

## Formazione
- Anna – voce
- MamboLosco – voce aggiuntiva (traccia 3)
- Rondodasosa – voce aggiuntiva (traccia 4)
- Lazza – voce aggiuntiva (traccia 7), produzione (traccia 7)
- Slings – voce aggiuntiva (traccia 6)
- Patrick "Wave" Carinci – mastering, missaggio
- Young Miles – produzione (eccetto traccia 3), mastering, missaggio
- Andry The Hitmaker – produzione (tracce 3, 7)
- Drillionaire – produzione (traccia 2)
- FinesseGTB – produzione (traccia 1)
- NKO – produzione (traccia 4)
- ZAZU – produzione (traccia 1)

## Classifiche

### Classifiche settimanali
| Classifica (2022) | Posizione massima |
| ----------------- | ----------------- |
| Italia            | 11                |

### Classifiche di fine anno
| Classifica (2022) | Posizione |
| ----------------- | --------- |
| Italia            | 76        |